# Прага 8
Прага 8 (чеш. Městská čast Praha 8) — один из административных районов Праги. Расположен вдоль петли Влтавы, простирается от центра города до границы северной границы города. 
Площадь 21,82 км², население — 104 921 (2021).